# Zygmunt Kazanowski (ok. 1563–1634)
Zygmunt Kazanowski herbu Grzymała, (ur. ok. 1563, zm. 1634) – dworzanin, podkomorzy wielki koronny Stefana Batorego i Zygmunta III Wazy, nauczyciel i marszałek dworu królewicza Władysława Wazy.
Od 1613 r. starosta krośnieński, tenutariusz barcicki 1616 – 1617, od 1617 r. starosta barcicki, od 1633 starosta mukarowski, solecki, kłobucki, feliński, kokenhuski, od 1633 r. podkomorzy nadworny koronny.
Ojcem jego był Marcin Kazanowski (1522-1587), poseł, rotmistrz królewski
Mistrz w sztuce wojennej, uczył młodzież dworską oraz królewicza Władysława Wazę. W wyprawie moskiewskiej (1609–1611) brał udział jako doradca Władysława IV i został obdarowany przez króla wieloma starostwami. Jego synowie dorastali razem z księciem Władysławem (koronowanym w 1633 roku) i mieli wpływ na młodego księcia.
Dowodził on chorągwią husarską w Inflantach. Przyczynił się do zwycięstwa nad Szwedami pod Białym Kamieniem.
Około 1591 poślubił Zofię Warszewicką, z którą miał córkę; Zofię Kazanowską (zm. 1645). W 1615 poślubił Elżbietę Humnicką i miał z nią kilkoro dzieci: Helenę (zona Maksymiliana Ossolińskiego), Katarzynę, Aleksandra, Stanisława (?–1648), Adama (ok. 1599 – 1649).
Podczas pogrzebów króla Zygmunta i królowej Konstancji, niósł królewskie insygnia.
W 1627 r. scedował wsie Grzymałów, Kazanów i Ciepielów na swoich synów.
W 1632 roku był elektorem Władysława IV Wazy z województwa sandomierskiego, Podpisał jego pacta conventa.
Zygmunt zmarł w 1634 r. i został pochowany, a po rozebraniu kościoła Bernardynek, przeniesiony w 1843 r. do Kolegiaty św. Jana w Warszawie. Tam znajduje się na ścianie pod chórem, tuż obok bocznego wejścia do kruchty, rzeźbiony w marmurze portret Zygmunta Kazanowskiego.